# ويليام إس. سيمون
ويليام إس. سيمون (بالإنجليزية: William S. Simon)‏ هو مسير أعمال أمريكي، ولد في 1960.